# Pfarrkirche St. Georg (Mittertal)

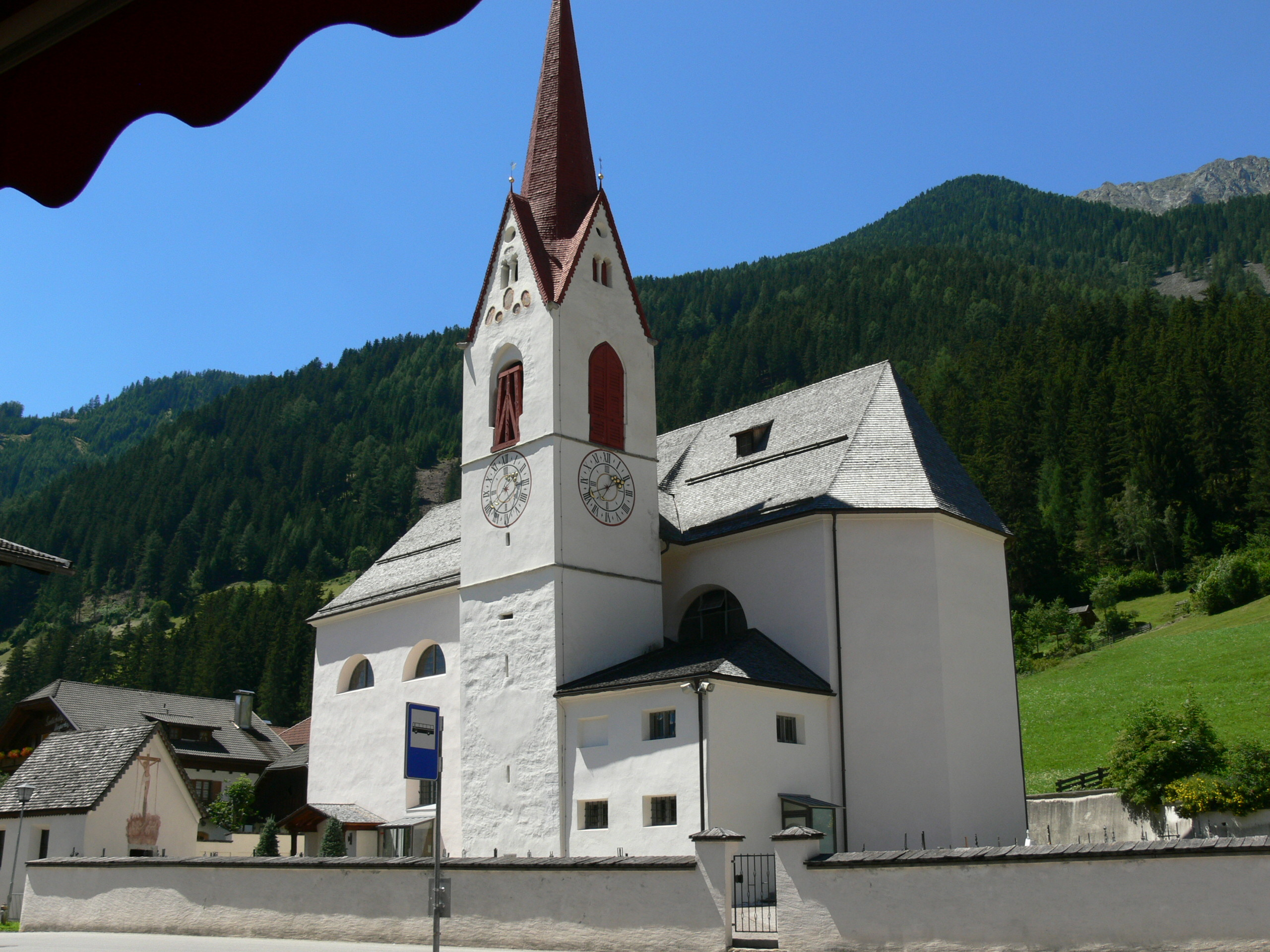
Die Pfarrkirche St. Georg in Antholz-Mittertal

Die Pfarrkirche St. Georg ist eine römisch-katholische Kirche in der Fraktion Antholz Mittertal der Gemeinde Rasen-Antholz in Südtirol. Sie ist dem Patrozinium des heiligen Georg geweiht.

## Geschichte
In einem Ablassdokument wurde die Kirche bereits im Jahr 1328 erwähnt, weitere Ablässe stammen aus den Jahren 1340 und 1341. Die Rekonziliation erfolgte am 14. Juni 1388 durch Bischof Friedrich. Die gotische Kirche wurde 1417 durch Bischof Stampl von Taisten geweiht.
Der Neubau der Kirche erfolgte nach Plänen des Brunecker Architekten Jakob Philipp Santer mit dem Pfarrer Josef Seeber in den Jahren 1793 bis 1795. Die Kirche wurde am 30. Juli 1798 durch Fürstbischof Franz Karl geweiht.
Im Sommer 1939 wurde die Kirche nach Plänen vom Maler Hans Pescoller restauriert. Die Kirchenheizung wurde im Jahr 1972 eingebaut.

## Baubeschreibung
Der Bau der Kirche umfasst ein Langhaus mit Stichkappentonnengewölbe und einen polygonalen Chor mit Flachkuppel. Der im Kern gotische, schiefe Kirchturm ist an der Südchorfassade angebracht und ist mit spitzbogigen Schallfenstern ausgestattet, dazu trägt er einen Giebelspitzhelm.

## Ausstattung

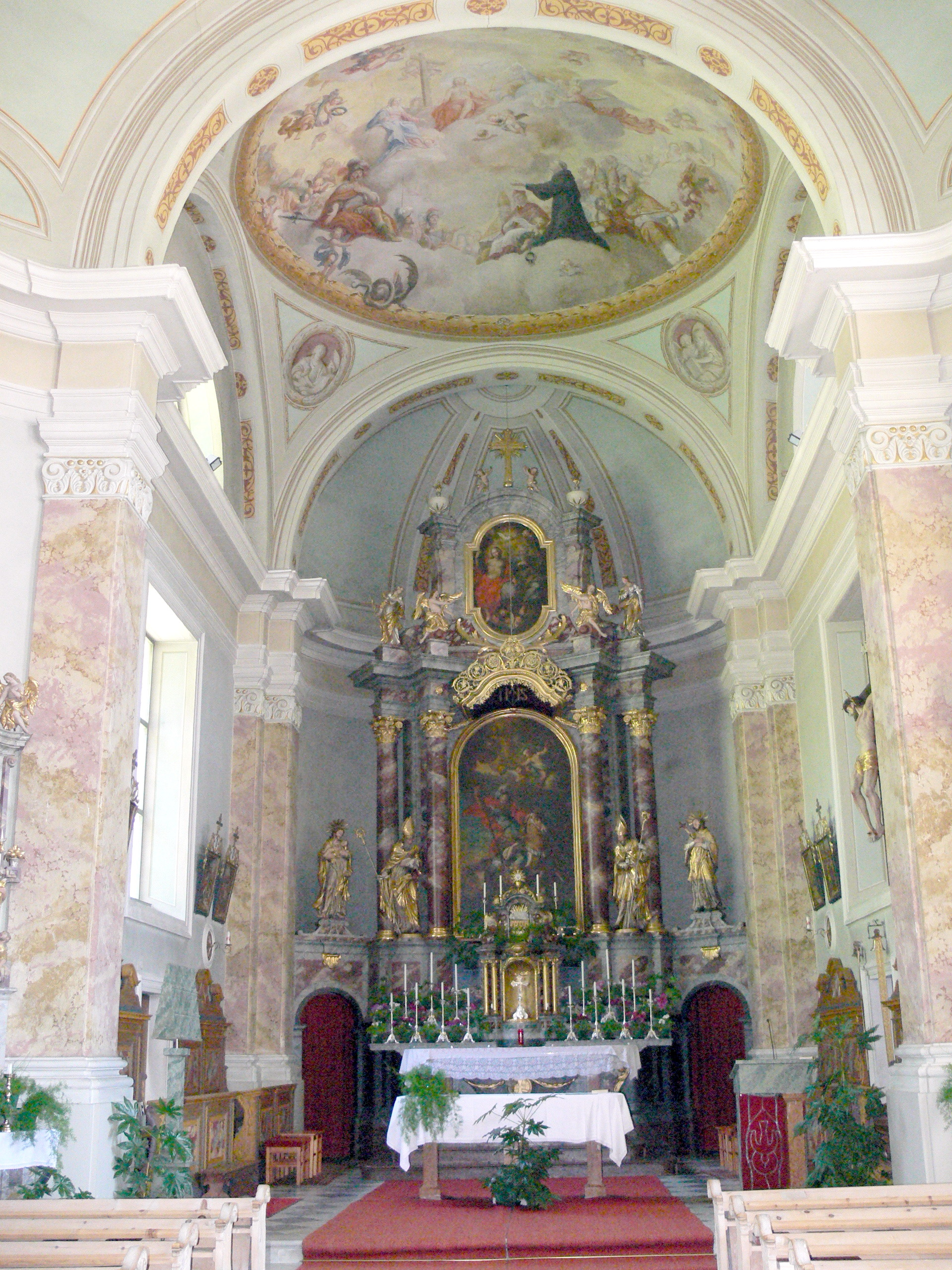
Innenansicht, Blick zum Hochaltar

Der Bau ist stilistisch hauptsächlich durch den Übergang vom Barock zum Klassizismus geprägt.
Johann Renzler schuf im Chor ein Fresko und drei Altäre um 1795. Es stellt auf Wolken erscheindend die Heiligste Dreifaltigkeit, angebetet von den hl. Josef, hl. Nikolaus sowie die Diözeseanheilige und im Vordergrund die Heiligen Leonhard und Georg dar. Die Dekorationsarbeiten schuf 1888 Franz Rudiferia von Abtei.
Das Heilige Grab stammt aus der Mitte des 19. Jahrhunderts und umfasst einen dreiteiligen Aufbau und eine nach hinten kulissenartige Abstufung. Im Hintergrund stellt die Grabenshöhle mit dem Leichnam Christi dar. Auf der linken und rechten Seite des hl. Grabes zeigen die beiden Holztafeln König David und Moses mit der ehernen Schlange.
Der Taufstein stammt aus dem 16. Jahrhundert. Die drei Statuen zeigen Madonna, Mutter Anna und Josef, die älteren Statuen stellen St. Georg in Harnisch mit Stoßlanze und Drachen (16. Jahrhundert) und Schutzengel (19. Jahrhundert) dar. Das Kruzifix stammt aus dem Ende des 18. Jahrhunderts.

## Orgel
Die erste Orgel mit zwölf Registern wurde im Jahr 1900 von der Firma Gebrüder Mayer aus Feldkirch errichtet. Im Jahr 1907 wurde die Orgel auf 17 Registern erweitert.

## Glocken

### Glocken bis 1912
Bereits im Jahr 1807 wurden bei der Bestandsaufnahme fünf Glocken mit einem Gesamtgewicht von 2370 Pfund verzeichnet. Die größte der fünf Glocken wurde 1721 von der Firma Grassmayr in Brixen umgegossen, drei weitere Glocken hl. Georg, hl. Leonhard und hl. Maria wurden im Jahre 1795 angeschafft. 1846 wurden die beiden alten Glocken nach Lappach verkauft, während die restlichen Glocken von Johann Grassmayr aus Wilten umgegossen wurden und vier Glocken in der Tonfolge e1, gis1, h1, e2 erklangen.

### Glocken ab 1912
Im Jahr 1912 wurden vier neue Glocken von Bartlmä Chiappani aus Trient umgegossen. Dazu wurden die beiden klangfremden Glocken mit der Stimmung auf gis1 und e2 verkauft. Der Glockenstuhl wurde von Anton Clara erbaut. Infolge des Ersten Weltkrieges mussten alle Glocken mit Ausnahme der Wetterglocke (heute Glocke 4) zu Kriegszwecken abgeliefert werden.
| Nr. | Gussjahr | Gießer, Gussort             | Nominal |
| --- | -------- | --------------------------- | ------- |
| 1   | 1912     | Bartlmä Chiappani, Trient   | d1      |
| 2   | 1846     | Johann Grassmayr, Innsbruck | e1      |
| 3   | 1912     | Bartlmä Chiappani, Trient   | fis1    |
| 4   | 1912     | Bartlmä Chiappani, Trient   | a1      |
| 5   | 1846     | Johann Grassmayr, Innsbruck | h1      |
| 6   | 1912     | LBartlmä Chiappani, Trient  | d2      |

### Glocken ab 1924
Die heutigen Glocken wurden 1924 von Luigi Colbacchini aus Trient gegossen und vom Fürstbischof Johannes Raffl geweiht. Heute werden die Glocken noch händisch geläutet.
| Nr. | Name     | Gussjahr | Gießer, Gussort           | Nominal | Gewicht |
| --- | -------- | -------- | ------------------------- | ------- | ------- |
| 1   | Georg    | 1924     | Luigi Colbacchini, Trient | d1      | 1551 kg |
| 2   | Leonhard | 1924     | Luigi Colbacchini, Trient | e1      |         |
| 3   | Maria    | 1924     | Luigi Colbacchini, Trient | fis1    |         |
| 4   | Florian  | 1912     | Bartlmä Chiappani, Trient | a1      |         |
| 5   | Antonius | 1924     | Luigi Colbacchini, Trient | h1      |         |
| 6   | Josef    | 1924     | Luigi Colbacchini, Trient | d2      |         |